# Старі Скуцани
45°57′ пн. ш. 16°50′ сх. д. / 45.95° пн. ш. 16.83° сх. д.
Старі Скуцани (хорв. Stari Skucani) — населений пункт у Хорватії, в Б'єловарсько-Білогорській жупанії у складі громади Капела.

## Населення
Населення за даними перепису 2011 року становило 129 осіб.
Динаміка чисельності населення поселення: